# ジョシュ・クロンフェルド
ジョシュ・クロンフェルド（Josha Adrian Kronfeld, 1971年6月20日 - ）は、ニュージーランドのラグビー選手。現役時代のポジションはフランカー(FL)。

## 来歴
ホークス・ベイヘイスティングズ生まれ。1990年ヘイスティング・ボーイズハイスクール、1993年オタゴ大学教育学部卒業。大学卒業後は高校教師になりスポーツ科学（体育）とラグビーを教える。
1993年から2000年までニュージーランド州代表選手権（NPC）オタゴに所属し69キャップ。1996年から2000年までスーパー14ハイランダーズに所属し42キャップ。1995年から2000年までラグビーニュージーランド代表に選出され54キャップ、70ポイント。信仰上の理由から日曜開催試合に出場しないマイケル・ジョーンズの代わりに起用されて活躍し、オープンサイドフランカーの正位置を獲得。以後ジョーンズはブラインドサイドフランカーに回る。ラグビーワールドカップ1995、ラグビーワールドカップ1999に出場。
2001年5月にイングランドレスター・タイガースと契約しイングランドへ渡る。移籍1年目は怪我に悩まされ思うような成績を残せなかったが2年目は活躍の場を得て、レスターでは39キャップ、35ポイントを記録。
2003年に現役生活から引退しニュージーランドへ帰国。オタゴ大学健康科学部（医学部）へ進学し理学療法の資格を取得。現在は理学療法士として活動するほか、マルチタレントとして活動している。2009年にはテレビジョン・ニュージーランドのテレビシリーズ『Dancing with the Stars』に出演し、見事なサルサを披露した（パートナーはプロダンサーのレイチェル・バーステイン）。
2009年に誕生した長男が胎便吸引症候群を発症し集中治療室で治療を受けた経験から、ニュージーランド新生児基金特別大使を務めている（“Dancing with the Stars”への出演もチャリティー基金“Koru Care Otago”でのチャリティー活動の一環）。